# Jądro przedsionkowe górne
Jądro przedsionkowe górne (łac. nucleus vestibularis superior), jądro przedsionkowe grzbietowe (nucleus vestibularis dorsalis), jądro Bechterewa (nucleus Bechterew), jądro von Bechterewa – w anatomii człowieka jedno z jąder części przedsionkowej nerwu przedsionkowo-ślimakowego (VIII nerwu czaszkowego). Zlokalizowane jest na pograniczu mostu i móżdżku.
Nazwa eponimiczna upamiętnia rosyjskiego neurologa Władimira Bechterewa.